# Marie Klimešová
Marie Klimešová, roz. Černá (* 1. března 1952 Praha), je česká kurátorka, historička umění, výtvarná kritička a vysokoškolská pedagožka. Zabývá se českým výtvarným uměním druhé poloviny 20. století. Byla manželkou malíře Stanislava Judla (1951–1989), v současnosti manželka výtvarníka a vysokoškolského pedagoga Svatopluka Klimeše.

## Život
Pochází z rodiny teatrologa Františka Černého a historičky umění Marie Černé. Absolvovala gymnázium Jana Nerudy v Praze (1967–1970) a v letech 1970–1976 studovala dějiny a teorii umění (prof. Jaroslav Pešina, Petr Wittlich, Jaromír Homolka, J. Kropáček, Vlad. Diala, J. Bouzek, V. Soukupová) a dějiny a teorii divadla (František Černý, D. Kalvodová, Milan Lukeš, M. Kouřil) na Filozofické fakultě Univerzity Karlovy. Obdržela francouzské státní stipendium a od října 1974 do června 1975 studovala na Université de Poitiers.
Roku 1976 obhájila diplomovou práci: Ikonografický rozbor průčelí Domu U Kamenného zvonu a tympanonu od P. Marie Sněžné (Mgr.) a roku 1982 získala titul PhDr. Doktorské studium na Filozofické fakultě Masarykovy univerzity v Brně (2003–2005) ukončila obhajobou disertační práce: Ryzí cesta: docela jinak. Experimentální tvorba Aleny Kučerové v českém a světovém kontextu (Ph.D.).
Roku 1977 učila dějiny umění na SUPŠ na Žižkově nám. v Praze, v letech 1977-1981 byla odbornou pracovnicí Grafické sbírky Národní galerie v Praze. V letech 1987–1997 byla vedoucí oddělení malby v Galerii hlavního města Prahy.
Roku 1993 absolvovala dvouměsíční stáž ve Francii (ELAC – Espace lyonnais d’art contemporain, Lyon). 1997–2002 byla kurátorkou Sbírky moderní a současné malby v Národní galerii, v letech 2000-2001 zastupující ředitelkou sbírky. Od roku 2002 působí jako nezávislá historička výtvarného umění a fotografie a jako výstavní kurátorka. 2002–2003 byla odbornou pracovnicí Národního muzea – Muzea Bedřicha Smetany.
V letech 2003–2005 přednášela dějiny umění na FF UP Olomouc (2003–2004, jako externista), FF MU Brno (2003–2005) a ÚDU FF UK (2003–2005, jako externista). Od roku 2005 působí na Ústavu pro dějiny umění FF UK jako odborná asistentka, od roku 2010 jako docentka. Roku 2018 byla jmenována profesorkou. Je předsedkyní oborové rady Ústavu.
Od roku 1990 je členkou AICA a členkou Uměleckohistorické společnosti (1993–1998 členka výboru, 2002–2005 vedoucí sekce muzeí a galerií, 2005–2008 předsedkyně UHS). Roku 1996 obdržela Cenu ČSAV za práci na Nové encyklopedii českého výtvarného umění, roku 2010 Cenu Lukáše Jasanského a Martina Poláka pro autory starší třiceti pěti let za výstavu Roky ve dnech.

## Působení
V době normalizace spolupracovala jako kurátorka s řadou menších a neoficiálních galerií v Praze - Galerie mladých, Divadlo v Nerudovce, Galerie Opatov (A. Veselý, 1986) a s mimopražskými galeriemi. Počátkem 80. let byla kurátorkou významných výstav nezávislého umění v Městském kulturním středisku v Dobříši (Člověk, Prostor člověka I a II, 1980, Jiří Sopko: Obrazy, Karel Nepraš: Sochy, 1981, Stanislav Podhrázský: Obrazy - kresby, 1982) a v Hájence v oboře Hvězda (Kresba / grafika, 1981, Kresba, socha, grafika, 1982).
Roku 1982 byla organizátorkou neoficiální rozsáhlé výstavy výtvarníků a architektů, která se měla uskutečnit v Ostravě, ale nakonec byla zakázána a vyšel k ní jen samizdatový katalog. Podílela se na organizaci neoficiálního Výtvarného sympozia Chmelnice - Mutějovice 1983. Na nátlak StB bylo sympozium předčasně ukončeno a státní orgány všechna vytvořená díla nechaly zničit.
V letech 1990-1994 byla kurátorkou Galerie Václava Špály, v 90. letech členkou Výboru pro udílení Ceny Jindřicha Chalupeckého, 1992-1993 porotkyní. Byla členkou poroty prvního obnoveného Zlínského salonu. Od roku 1998 prováděla soupis díla a pozůstalosti Zbyňka Sekala. Sekalův rekonstruovaný ateliér se stal součástí expozice ve Veletržním paláci. Spolupracovala s režisérem Alešem Kisilem na televizních cyklech Ateliéry - historie a Ateliéry (ČT 1999).